# Antonio Negrini
Antonio Negrini, född den 28 januari 1903 i Ovada, död den 25 september 1994 i Molare, var en italiensk tävlingscyklist blev professionell 1926, efter att ha deltagit i Olympiska spelen i Paris 1924 där han kom på femtonde plats i linjeloppet och ingick i det italienska laget som blev femma. Han främsta framgång var segern i Giro di Lombardia 1932, men även totalsegern i Roma–Napoli–Roma 1928 är nämnvärd, liksom segrarna i endagsloppen Giro di Romagna 1928 och Giro del Piemonte 1929. Han deltog i nio Giro d'Italia, vilket resulterade i en tredjeplats 1927 och en fjärdeplats 1929. På bana vann han Leipzigs sexdagarslopp 1929 i par med Costante Girardengo.

## Meriter

### Landsväg
| 1926 2:a i Giro di Lombardia 4:a i Giro della Provincia Milano 5:a i Giro di Toscana 6:a i Giro di Romagna 1927 3:a totalt i Giro d'Italia 3:a i Giro di Lombardia 3:a i Giro del Piemonte 6:a i Milano-Sanremo 7:a i Giro dell'Emilia 1928 Vinnare totalt av Roma–Napoli–Roma Vinnare av Giro di Romagna 2:a i linjelopp vid Italienska mästerskapen 2:a i Giro del Veneto 4:a i Milano-Sanremo 1929 Vinnare av Giro del Piemonte 2:a i linjelopp vid Italienska mästerskapen 3:a i Giro di Romagna 4:a totalt i Giro d'Italia | 1930 4:a i Giro di Toscana 6:a totalt i Giro d'Italia 8:a i Giro di Lombardia 7:a i Milano-Sanremo 1932 Vinnare av Giro di Lombardia 7:a i Giro di Campania 1933 Vinnare av etapp 3 i Criterium du Midi 7:a i Milano-Sanremo 1935 Vinnare totalt av Criterium du Midi Vinnare av etapp 2 4:a i Giro di Toscana 7:a i Milano-Sanremo 8:a totalt i Baskien runt 10:a i Giro di Campania |

### Bana
1927/1928
Vinnare av Leipzigs sexdagars (jan.) med Costante Girardengo